# Верхньогермансько-реційський лімес

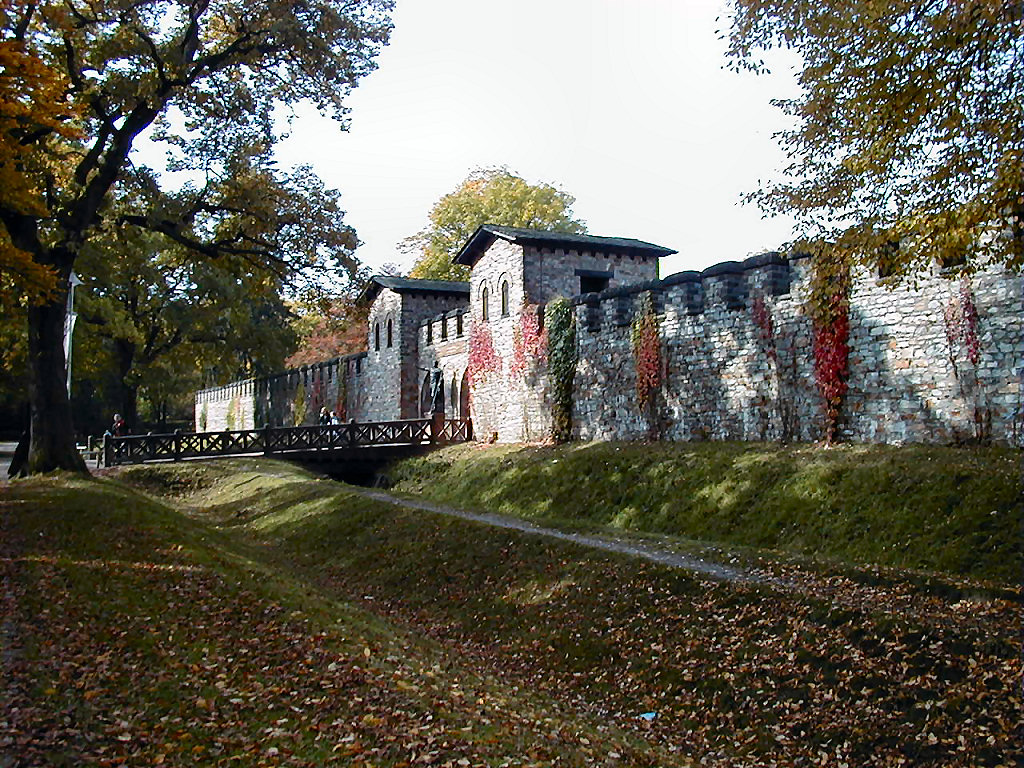
Споруди в районі Бад-Гомбурга

49°47′47″ пн. ш. 9°09′27″ сх. д. / 49.796388888889° пн. ш. 9.1575° сх. д.

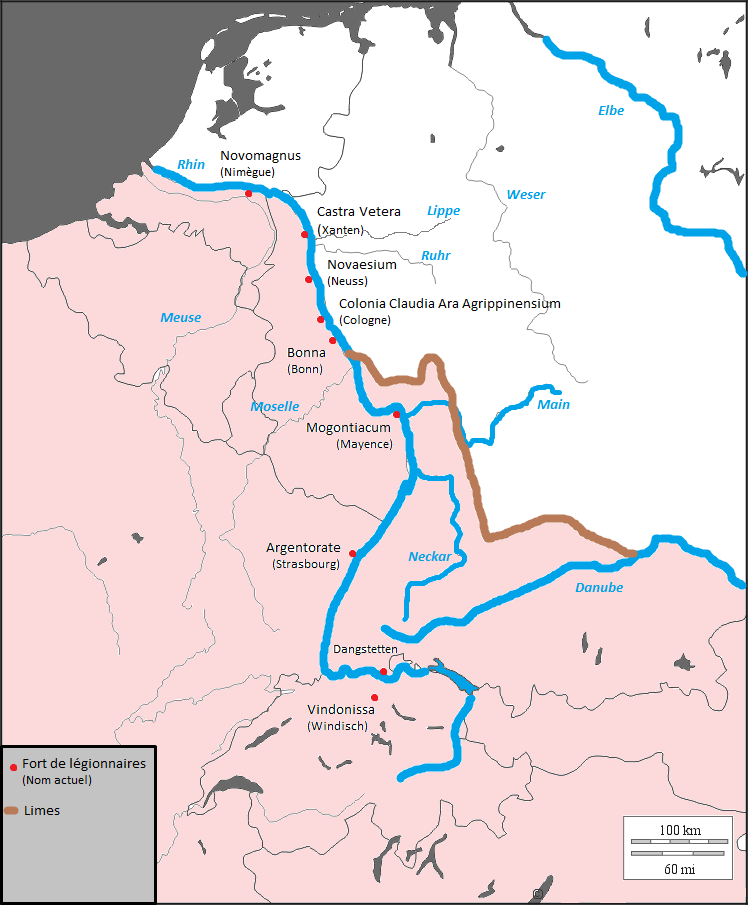
Схема

Верхньонімецько-реційський лімес (від лат. limes — межа, кордон) — відрізок лімесу Римської імперії у вигляді оборонних споруд довжиною 550 км, що проходив між Рейном і Дунаєм. Починався біля містечка Райнброль і закінчувався біля берега Дунаю.

## Історія
Перші укріплення на кордоні між Римською імперією та німецькими племенами почали з'являтися в I столітті, коли після повстання германців та поразки римських легіонів у битві при Тевтобурзькому лісі провінцію Германія було втрачено, й імперія була змушена перейти на цих рубежах до оборонної тактики.
Від Рейнброля оборонні споруди від навал германських племен — так званий Limes Germanicus (відомі також під назвою «Чортова стіна») простягалися до дельти Рейну (сучасні Нідерланди). На берегах Кромме-Рейну збереглися руїни форту. Однак, через численні повені, в пониззі Рейну укріплення практично не збереглися.
Наприкінці III століття через тиск німецького племені алеманнів Верхньогермансько-реційський лімес залишено, новим кордоном Римської імперії став зручніший для оборони Дунай-Іллер-Рейнський лімес.

## Вивчення
Вивчення римських оборонних укріплень велося, починаючи від XVI століття. Німецький гуманіст Йоганн Авентин виявив під Айхштетом і описав ділянки Верхньогермансько-реційського лімесу, які він відніс до епохи імператора Проба. У XVIII столітті німецький археолог Крістіан Ернст Гансельманн уперше встановив зв'язок між залишками стін, знайденими в горах Таунус, і аналогічними руїнами фортифікаційних споруд, виявленими на території Баварії, яка в давнину була частиною римської провінції Реція. Аж до XIX століття призначення та структура лімесів були остаточно не відомими, тому будувалися різні теорії. Наприкінці XIX століття, на тлі об'єднання Німеччини, для підняття національного духу широко розгорнуто програму наукових досліджень, і 1852 року сформовано першу комісію, присвячену вивченню Limes Imperii Romani. Але через розбіжності між окремими німецькими князівствами, які хотіли проводити дослідження самостійно, повноцінно Імперська комісія лімесів сформовано лише 1891 року з ініціативи Теодора Моммзена.
2005 року ЮНЕСКО включила руїни лімесу до списку світової культурної спадщини людства.

## Частини лімесу
- Неккар-Оденвальдський лімес[en] — загальна назва для двох ранніх секцій Верхньогермансько-реційського лімесу: Оденвальдського та Неккарського лімесів. Неккарський лімес закладено за імператора Веспасіана, Оденвальдський — за часів імператора Доміціана, обидва укріплено й добудовано при Траяні.
- Веттерауський лімес[en] — побудовано на гребені гірського масиву Таунус під час кампанії Доміціана 83-85 років проти хаттів. Отримав свою умовну назву від району Веттерау в Гессені (Німеччина), де його виявлено та описано.
- Anterior Limes — зовнішня, майже пряма, ділянка на схід від Неккар-Оденвальдського лімесу, побудована йому на заміну в 159/161-165 роках.
- Лаутертальський лімес[en] — ділянка завдовжки близько 23 км між річкою Неккар (лат. Nicer) та Швабським Альбом; побудовано на початку II століття.
- Альбський лімес[de] — побудовано в I ст. на Швабському Альбі; протяжність приблизно 135 км від Ротвайля (Арае Флавія[de]) до Гайденгайм-ан-дер-Бренца (лат. Castrum Aquilea)
- Майнський лімес[en] — побудовано в 90 році на ділянці, що примикає до річки Майн (лат. Moenus); розташований між сучасними селами Гроскротценбург і Бюргштадт.